# Кирьян, Владислав
Владислав Кирьян (род. 6 июля 1979) — узбекистанский футболист, полузащитник.

## Карьера
Начинал профессиональную карьеру в первой лиге Узбекистана в составе клуба «Кызылкум». По итогам сезона 1999 пробился в высшую лигу, где в 2000 году сыграл 2 матча. В сезоне 2001 выступал за другой клуб высшей лиги «Зарафшан». В 2002 году перешёл в «Пахтакор». В его составе становился чемпионом и обладателем Кубка Узбекистана на протяжении 6 сезонов подряд с 2002 по 2007 год. В 2009 году был игроком «Навбахора», в 2010 выступал за ташкентский «Локомотив» и «Зарафшан», после чего завершил игровую карьеру. С 2002 по 2007 год также был игроком сборной Узбекистана, за которую провёл 17 матчей.
После ухода из футбола переехал в Россию. По состоянию на 2020 год занимался бизнесом в Белгородской области.

## Достижения
«Пахтакор»
- Чемпион Узбекистана (6): 2002, 2003, 2004, 2005, 2006, 2007
- Обладатель Кубка Узбекистана (6): 2001/02, 2002/03, 2004, 2005, 2006, 2007